# Marija Miletić Dail
Marija Miletić Dail (ur. 6 września 1943 w Zagrzebiu) – chorwacka reżyserka filmów animowanych pracująca w Hollywood.

## Życiorys
Od dzieciństwa ilustrowała teksty przygotowane przez brata, Antona. Wspólnie wydali komiks o życiu w komunizmie, za co jej 18-letni brat został skazany na 8 lat więzienia.  Po ukończeniu liceum Marija wzięła udział w castingu i rozpoczęła pracę w studiu „Zagreb Film”. Po roku wyjechała do Kanady, gdzie pracowała fizycznie jednocześnie ucząc się angielskiego. Po dwóch latach zaczęła pracować w kanadyjskim studiu animacji. Pracowała tam 10 lat. W  1968 roku przeszła do studia Hanny Barbera.
W 1983 roku ukończyła studia na Uniwersytecie Kalifornijskim w Los Angeles, które zakończyła ilustrowaną pracą na temat Joe Magaraca. Z pierwszym mężem ma dwie córki: Mirnę i Verę. Jej drugim mężem został Sukhdev Singh Dail. Mieszka w Carmel Valley. Posiada własne studio Animation Cottage.
W 2005 roku opublikowała książkę Pixletown: The World Found.

## Twórczość
Reżyser:
- 1999 - Madeline: Lost in Paris (Madeline zaginęła w Paryżu)[4]
- 1988 - Garfield and Friends (Garfield i przyjaciele)
- 1986 - The Glo Friends (Świetliki)
- 1986-98 - Casper the Friendly Ghost[2]
- 1985 - Jem! (Jem i Hologramy)